# برايان هال (مؤلف)
برايان هال (بالإنجليزية: Brian Hall)‏ (31 أغسطس 1959)؛ روائي أمريكي.